# 褐蛇鰻
褐蛇鰻為輻鰭魚綱鰻鱺目糯鰻亞目蛇鰻科的其中一種，分布於西大西洋區，從美國北卡羅萊納州至墨西哥灣北部海域，棲息深度可達27公尺，體長可達70公分，棲息在底層水域，屬肉食性。

## 擴展閱讀
維基物種上的相關：褐蛇鰻